# Ndungu (Same)
Ndungu ist ein Verwaltungsbezirk (Ward) des Distrikts Same in der tansanischen Region Kilimandscharo.

## Geografie
Ndungu liegt im Nordosten von Tansania, östlich des Südlichen Pare-Gebirges. Der Bezirk umfasst die Kleinstadt Ndungu und die Ebene im Osten bis zum Ndungu-Stausee, wo der aus dem Pare-Gebirge kommende Fluss Mkomazi gestaut wird.
Der Bezirk grenzt im Norden an Maore, im Osten und im Süden an Kalemawe, im Südwesten an Myamba und im Nordwesten an Lugulu. Bei der Volkszählung 2022 lebten 16.436 Menschen in 4347 Haushalten auf einer Fläche von 37 Quadratkilometern.

## Gliederung
Der Bezirk besteht aus zwei Gemeinden (Mtaa) mit 14 Orten (Kitongoji):
| Ndungu - Sinangoa A - Sinangoa B - Sinangoa C - Turiani - Kampimbi - Hospitali - Migombani - Magofu - Mkonga | Misufini - Majengo - Mabatini - Masere - Goma - Misufini |

## Wirtschaft und Infrastruktur
- Bildung: Im Bezirk liegen zwei weiterführende Schulen, die staatliche Ndungu Secondary School und die private Lonat Secondary School.[8]
- Gesundheit: In Ndungu befindet sich ein staatliches Gesundheitszentrum.[9]